# Der freie Schweizer Arbeiter
Der freie Schweizer Arbeiter. Wochenblatt für Sozialgesinnte aller Stände war das «Organ der evangelisch-sozialen Arbeitervereine der deutschen Schweiz», das von 1907 bis 1916 in Bern herausgegeben wurde. «Für die Redaktion zeichnete Otto Lauterburg in Bern und im letzten Jahrgang dazu noch Pfr. Sutermeister in Feuerthalen.» Der Berner Pfarrer Th. Schmidt verfasste bis September 1913 wöchentliche «Umschauen», ehe er von Sutermeister abgelöst wurde.

«Die Geschichte dieses Blattes ist fixiert durch den Einführungsartikel ‹Freiheit› und den Abschiedsartikel ‹Was dieses Blatt gewollt hat›, beide Artikel von seinem treuen und unermüdlichen Redakteur Otto Lauterburg. Er nahm sich die Freiheit, ‹das gesamte öffentliche, politische und wirtschaftliche Leben unseres Vaterlandes vom Arbeiterstandpunkt aus zu beurteilen›. Dabei waren ihm ‹Gotteshilfe und Selbsthilfe, Staatshilfe und Bruderhilfe gleichermassen nötig›. ‹Im Namen Gottes› trat er ein ‹für Freiheit und Recht des arbeitenden Volkes›.»

1916 erschien im Freien Schweizer Arbeiter die von Karl Barth verfasste kontroverse Buchbesprechung Auf das Reich Gottes warten über Christoph Blumhardts Hausandachten. Die Kontroverse um Paul Wernle wurde in der letzten Ausgabe diskutiert.
Das Berner Tagblatt «gloßierte» das Eingehen des Freien Schweizer Arbeiters mit folgenden Worten: «Das Christentum ist nun mal keine Magenfrage und läßt sich auf die Dauer nicht als Kampfmittel für rein ökonomisch-politische Zwecke benützen.» Die Redaktion des Freien Schweizer Arbeiters antwortete mit Hinweis auf Jesus’ «Der Mensch lebt nicht von Brot allein».